# Mordellistena ermischi
Mordellistena ermischi es una especie de coleóptero de la familia Mordellidae.

## Distribución geográfica
Habita en las islas Baleares (España).